# مليتة (ليبيا)
مليتة هي منطقة في شرقي مدينة زوارة. المنطقة تشتهر بمجمع مليتة للنفط والغاز وبميناء مليتة النفطي، كما يمر منها خط أنابيب للغاز يصل إلى جزيرة صقلية الإيطالية بمسافة 450 كيلومترا، وتكلف انشائه نحو 5 مليارات دولار، حيث سيؤمن تزويد إيطاليا ودول أوروبية بـ8 بلايين متر مكعب من الغاز سنويا.